# Быть Стэнли Кубриком
«Быть Стэнли Кубриком» (англ. Colour Me Kubrick) — фильм 2005 года. Картина никак не связана с фильмом «Быть Джоном Малковичем». Сходство в названиях фильмов появилось только в русском переводе названий картин (в оригинале — англ. Colour Me Kubrick и Being John Malkovich)

## Сюжет
Действие фильма происходит в 1998 году в Лондоне, где в клубах и ресторанах регулярно появляется Алан Конвей (в исполнении Джона Малковича) — стареющий нищий алкоголик, авантюрист и гомосексуал. Он выдает себя за Стэнли Кубрика (который в то время снимал фильм «С широко закрытыми глазами»). Несмотря на то, что Алан Конвей не имеет с Кубриком никакого внешнего сходства, ловкому авантюристу верят решительно все: от театральных критиков до начинающих рок-музыкантов, от владельца ресторана до таксиста. Так как самозваный Стэнли Кубрик не очень заботится ни о правдоподобии своей легенды, ни даже о собственной безопасности, то его обман раскрывается достаточно быстро, что, впрочем, не мешает ему, выбрав очередную жертву, вновь представляться знаменитым кинорежиссёром. Секрет «неуловимости» прост: никто не хочет признаться в суде, что был так глупо обведён вокруг пальца каким-то проходимцем. Но даже когда происходит окончательное разоблачение, это никак не сказывается ни на психике, ни на поведении, ни даже на образе жизни Алана Конвея: вместо заслуженного наказания он получает «заслуженный» отдых и коротает время в элитной клинике в компании с реальными кинозвёздами.

## В ролях
| Актёр           | Роль               |
| --------------- | ------------------ |
| Джон Малкович   | Алан Конвей        |
| Мариса Беренсон | Алекс Уитчелл      |
| Онор Блэкман    | Мадам              |
| Том Аллен       |                    |
| Джон Лейтон     | Лорд Чарльз Бенсон |

## Саундтрек
В фильме звучат следующие музыкальные композиции:
1. «I’m Not The Man You Think I Am» — Брайан Адамс
2. «It’s All About Me» — Брайан Адамс
3. «Rely On Me» — Брайан Адамс
4. «Too Good To Be True» — Брайан Адамс
5. «Gift Of Love» — Брайан Адамс
6. «Not Responsible» — Том Джонс